# Cottonwood Falls
Cottonwood Falls is een plaats (city) in de Amerikaanse staat Kansas, en valt bestuurlijk gezien onder Chase County.

## Demografie
Bij de volkstelling in 2000 werd het aantal inwoners vastgesteld op 966.
In 2006 is het aantal inwoners door het United States Census Bureau geschat op 955, een daling van 11 (-1,1%).

## Geografie
Volgens het United States Census Bureau beslaat de plaats een oppervlakte van
1,5 km², geheel bestaande uit land. Cottonwood Falls ligt op ongeveer 372 m boven zeeniveau.

## Plaatsen in de nabije omgeving
De onderstaande figuur toont nabijgelegen plaatsen in een straal van 28 km rond Cottonwood Falls.